# Fator de correção de Cunningham
O fato de correção de Cunningham é uma correção no coeficiente de arrasto utilizado para prever a força de arrasto entre um fluido e uma partícula se movendo nesse fluido.
Ebenezer Cunningham derivou este fator de correção em 1910. Tal correção foi utilizada no experimento da gota da óleo de Robert Andrews Millikan para determinação da carga do elétron, realizada no mesmo ano.
O fator de correção de  Cunningham é dado pela expressão
{\displaystyle C=1+{\frac {2\lambda }{d}}\cdot (A_{1}+A_{2}\cdot e^{\frac {-A_{3}\cdot d}{\lambda }})}
onde
C é o fator de correção
λ é o caminho livre médio
d é o diâmetro da partícula
An são coeficientes determinados experimentalmente.
Para o ar (Davies, 1945):
A1 = 1,257
A2 = 0,400
A3 = 0,55
O coeficiente de arrasto calculado com correlações padrão é divido pelo fator de correlação de Cunningham, C, para levar em conta o fato de que o fluido, em relação a partícula, não pode ser considerado como contínuo quando as partícula é demasiadamente pequena. O fator de Cunningham, por exemplo, torna-se significante para partículas com menos de 15 micrômetros de diâmetro suspensas no ar em condições ambientes.